# Gwangju AI Peppers
Gwangju AI Peppers (koreanska: 광주 AI 페퍼스) är en professionell volleybollklubb för damer i staden Gwangju i Sydkorea. Klubben grundades 2021 och tävlar från säsongen 2021-22 på professionell nivå i V-League. Klubbens hemmaarena heter Yeomju Gymnasium och har en kapacitet på 9 100 åskådare. För att ge plats åt  Gwangju AI Peppers i V-League utökades antal lag inför säsongen 2021-22 från sex till sju lag. 

## Statistik
| Gwangju AI Peppers | Gwangju AI Peppers | Gwangju AI Peppers | Gwangju AI Peppers | Gwangju AI Peppers | Gwangju AI Peppers | Gwangju AI Peppers | Gwangju AI Peppers |
| Liga               | Säsong             | Slutspel           | Grundserie         | Grundserie         | Grundserie         | Grundserie         | Grundserie         |
| Liga               | Säsong             | Slutspel           | Placering          | SM                 | VM                 | FM                 | P                  |
| ------------------ | ------------------ | ------------------ | ------------------ | ------------------ | ------------------ | ------------------ | ------------------ |
| V-League           |                    |                    |                    |                    |                    |                    |                    |
| 2021–22            | Säsongen avbruten  | 7                  | 31                 | 3                  | 28                 | 11                 |                    |